# Megatrema madreporarum
Megatrema madreporarum is een zeepokkensoort uit de familie van de Pyrgomatidae. De wetenschappelijke naam van de soort is voor het eerst geldig gepubliceerd in 1812 door Bosc.